# Аронссон, Мария
Ида Мария Аронссон (швед. Ida Maria Aronsson, родилась 23 декабря 1983 года) — шведская футболистка, игравшая на позиции нападающей за клубы «Линчёпинг» и «Мальмё». Участница Олимпийских игр 2008 года.

## Игровая карьера

### Клубная
С 2002 года выступала за «Линчёпинг», провела шесть сезонов в составе команды и отыграла всего 121 игру. В 2007 году клуб отпустил её, чему Мария была неприятно удивлена: клуб обосновал это тем, что развитие Марии как игрока остановилось, и отдал предпочтение Жозефин Эквист, Косоваре Аслани и Йессике Ландстрём
Сезоны 2007/2008 и 2008/2009 провела в клубе «Мальмё», заключив двухлетний контракт с возможностью продления на год, в 34 играх отличилась 9 раз. По окончании сезона 2008/2009 завершила игровую карьеру и вернулась в Линчёпинг, занявшись деятельностью, не связанной с футболом.

### В сборной
Мария Аронссон дебютировала за сборную 2 октября 2004 года в игре против Финляндии (1:1). 9 февраля 2006 года в матче в киприотском городе Ахна забила первый и единственный гол за сборную в игре против Англии (1:1). В августе 2008 года вызвана в состав олимпийской сборной в связи с травмой Жозефин Эквист, вышла в овертайме четвертьфинала против Германии (Швеция проиграла матч).